# チップとデールの大作戦 レスキュー・レンジャーズ
『チップとデールの大作戦 レスキュー・レンジャーズ』（原題: Chip 'n Dale: Rescue Rangers）は、2022年のアメリカ合衆国のアクション・アドベンチャー・コメディ映画。同名のTVアニメシリーズの後日談に当り、実写とCGアニメーションが併用されている。バリー・シュワルツの原案をもとに、ダン・グレゴールとダグ・マンドが脚本を、アキヴァ・シェイファーが監督を務めた。ジョン・ムレイニーとアンディ・サムバーグが主人公、チップとデールの声優を務めた。ウォルト・ディズニー・ピクチャーズ、プロデューサーのデヴィッド・ホバーマンとトッド・リーバーマンのマンデヴィル・フィルムズ、そしてザ・ロンリー・アイランドの共同製作作品である。舞台は、アニメや映画などの架空のキャラクターが人間と共存している世界で、仲違いで番組が打ち切りになってから30年、仲直りのために戻ってきたチップとデールが、友人で共演者のモンタリー・ジャックの誘拐事件を捜査する。
2022年5月16日にハリウッドで初公開され、5月20日にアメリカで公開され、オリジナル作品としてDisney+でストリーミング配信された。ユーモアとメタなコメントで、批評家からは概ね好評を博した。

## ストーリー
1982年、ユニオンビル小学校で出会ったチップとデールは親友になる。その後、ハリウッドに移り住み、CMやショーにエキストラとして出演した後、1990年代初頭にテレビシリーズ『チップとデールの大作戦』に出演し、成功を収める。しかし、デールが自身の番組『ダブル・オー・デール』に出演することを明かすと、2人は仲違いし、両方の番組が打ち切られることになる。
30年後の現在、チップは保険のセールスマンとして成功し、デールはCG手術を受けた後、ファンミーティングに明け暮れていた。そんな2人のもとに、かつての共演者であるモンタリー・ジャックから連絡が入る。彼はチーズ中毒のため、犯罪集団であるバレー・ギャングに金を借りているのだ。モンタリーは、キャラクターたちが誘拐され、外見を改造、一生自分の作品の偽造版を作るために海外に密輸出されるという人身売買の実態を2人に警告する。その夜、2人のもとにモンタリーが誘拐されたとの知らせが入る。彼らはモンタリーの自宅に戻ると、パテ警部と新米警官であるエリー・ステックラーに出会う。ステックラーはテレビシリーズ時代からの2人のファンで、ギャングのボスであるスウィート・ピートの偽造版施設へ立ち入る令状の作成が何故か滞っていることを打ち明け、チップとデールにも捜査に協力するように依頼する。
チップとデールはモンタリーが愛食していたチーズの店、ビョルンソン・チーズを訪ね、ギャングについて尋ねる。正体がばれるとビョルンソンに不気味の谷に連れて行かれ、ギャングのリーダーであるスウィート・ピートと彼の子分であるボブとジミーに会う。スウィート・ピートは、かつて『ピーター・パン』シリーズで永遠の少年として過ごしていたが、自身が年を取ってることに絶望し、ギャングのボスとなり、偽造版スタジオを設立したのだった。チップとデールの人気に逆恨みしたピートは、2人の偽造版作品を作るため、捕まえようとするが、下水道に逃げ込む。その後2人はエリーに事の経緯を話すと、彼女はかつて偽情報に騙され、ニコロデオン・アニメーション・スタジオに部隊を突入させたためにパテから敬遠されたことを知る。エリーの助けを借り、2人はピートの行動を暴く歩数計を盗むために公衆浴場に忍び込む。彼の行動を追跡すると、サンペドロの港湾倉庫に行き着くが、警察が到着した時にはすでに廃墟となっていた。中には、キャラクターたちの体を改造するための大きな手術機と、モンタリーの口髭などキャラクターたちのパーツがいくつも保管されていた。
警察署で、2人はモンタリーを失ったことや過去の確執について口論するが、そこでモンタリーが使っていたコロンの香りを嗅ぐ。パテとエリーのどちらかがスウィート・ピートと共謀していることに気づき、2人は署から逃げ出す。開催中のファンコンで、アグリー・ソニックにFBIの知り合いに助けを求めるよう説得するが、デールのSNSの投稿から追跡したピートとその子分が到着する。追跡中のボブはティグラとルミエールに拘束され逮捕されるが、チップはジミーに捕まり倉庫に連行される。エリーもパテの命令で倉庫に向かうが、パテもギャングの一員であることを明かし、エリーに偽情報を与えるなど、ピートを庇っていたことを明らかにする。
ピートとパテは、エリーを使いデールを倉庫に誘い出すが、エリーはテレビシリーズの好きなエピソードを言い、暗号化されたメッセージを伝える。エリーのトラブルに気づいたデールは、結婚して子供もいるガジェットとジッパーに助けを求める。デールは花火を使って倉庫に入り、それが手術機に刺さり、チップが改造される前に停止させる。機械が暴走し、ジミーは妖精に、ピートは様々なキャラクターたちのキメラに改造されてしまう。エリーがパテと戦って倒している間、ピートはチップとデールを追いかけて倉庫を通り抜け、偽造版の撮影場所を発見する。2人はピートを波止場に誘い、テレビシリーズのエピソードにある作戦を使い、ピートを罠にかける。
アグリー・ソニック率いるFBIがギャングを逮捕するためにやってくるが、スウィート・ピートはチップに砲弾を放ち、デールはその弾を受けてしまう。チップはデールが死んだことを恐れ、長年の自分の行動を詫びるが、デールはチップからもらったメダルに守られていたことを明らかにする。2人はモンタリーを含むすべての偽造版のキャラクターたちを解放し、デールは自身の探偵事務所を開くことを決意したエリーにレスキュー・レンジャーズを紹介する。チームは出発するが、デールはレスキュー・レンジャーのリブート版を撮影するよう説得し、この映画は後に公開されて大成功を収める。

## 登場人物
チップ
主人公。強い倫理観を持ち、大胆不敵で楽観的だが成熟したリーダーでもある、レスキューレンジャーの共同創設者のシマリス。現在はロサンゼルス郊外の保険会社でセールスマンとして働いている。本作ではいつもの声は役として声色を変えている設定になっている。
デール
準主人公。チップの親友で、レスキューレンジャーの共同創設者のシマリス。考えるより先に行動してしまうのが玉にキズ。CG手術を受け、現在は懐かしのスターたちが集まっているノスタルジア・コンベンション・サーキットで働いている。チップ同様いつもの声は役として声色変えており、本作での一人称もいつもの「僕」ではなく、旧声優版の「俺」になっている。
モンタリー・ジャック
レンジャー最年長。相変わらずのチーズ中毒で、チーズを目の当たりにするとネズミとしての本性が出てしまう。チップから「モンティ」と呼ばれている。
ガジェット・ハックレンチ
レンジャーの紅一点。モンタリーの姪の発明家ネズミ。
ジッパー
モンタリー・ジャックの長年の友人で、理解不能なブザー音で話す相棒のイエバエ。レスキューレンジャーのメンバーでもある。

スウィート・ピート
かつてはピーターパン二部作で永遠の少年として過ごしていた男。自身が成長し年を取ってることに絶望してしまい、落ちぶれてギャングのボスとなってしまった。

## キャスト
| 役名                                 | 俳優・声優                             | 日本語吹き替え |
| ------------------------------------ | -------------------------------------- | -------------- |
| デール                               | アンディ・サムバーグ                   | 野島裕史       |
| チップ                               | ジョン・ムレイニー                     | 石川界人       |
| エリー                               | キキ・レイン                           | 大橋彩香       |
| スウィート・ピート                   | ウィル・アーネット                     | 落合弘治       |
| モンタリー                           | エリック・バナ                         | 楠見尚己       |
| ヘルツォーゲンアウラハ               | フルーラ・ボルグ                       | 山寺宏一       |
| ジッパー                             | デニス・ヘイスバート                   | 白熊寛嗣       |
| カエルの同僚                         | キーガン＝マイケル・キー               |                |
| ビョルンソン                         | キーガン＝マイケル・キー               | 平林剛         |
| チップ（役）                         | トレス・マクニール                     | 滝沢ロコ       |
| ガジェット                           | トレス・マクニール                     | 松井菜桜子     |
| アグリー・ソニック                   | ティム・ロビンソン                     | 川田紳司       |
| ボブ                                 | セス・ローゲン                         | 多田野曜平     |
| プンヴァ                             | セス・ローゲン                         | 佐藤二朗       |
| マスター・カマキリ                   | セス・ローゲン                         | 桐本拓哉       |
| B.O.B.                               | セス・ローゲン                         |                |
| パテ警部                             | J・K・シモンズ                         | 浦山迅         |
| ジミー                               | デヴォン・マクドナルド                 | 白熊寛嗣       |
| レスキューレンジャーの監督、ET、ほか | アキヴァ・シェイファー                 |                |
| 保険の羊、ほか                       | レイチェル・ブルーム                   |                |
| フランダー                           | レイチェル・ブルーム                   | 水間友美       |
| ロスト・ボーイズ                     | レイチェル・ブルーム                   | 飯沼南実       |
| 子供デール                           | ジュリエット・ドネンフェルド           | 正垣湊都       |
| 牛の教師、ほか                       | リズ・カッコウスキー                   | 本間沙智子     |
| 子供チップ                           | メイソン・ブロムバーグ                 | 加賀谷光輝     |
| デール（役）                         | コーリー・バートン                     | 稲葉実         |
| ジッパー（役）                       | コーリー・バートン                     |                |
| ファット・キャット                   | ジム・カミングス                       | 玉野井直樹     |
| プー、ほか                           | ジム・カミングス                       |                |
| ピート                               | ジム・カミングス                       | 北川勝博       |
| ダークウィング・ダック               | ジム・カミングス                       | 中尾隆聖       |
| Dave Bollinari                       | クリス・パーネル                       |                |
| ルミエール                           | ジェフ・ベネット                       | 江原正士       |
| バルー                               | スティーブン・カーティス・チャップマン | 中尾隆聖       |
| ロジャー・ラビット                   | チャールズ・フライシャー               | 山寺宏一       |
| シマリスTVのアナウンサー             | チャールズ・フライシャー               |                |
| スクルージ・マクダック               | デヴィッド・テナント                   |                |
| ポール・ラッド                       | ポール・ラッド                         | 木内秀信       |

## 製作

### 企画開発とプリプロダクション
2014年1月31日、ウォルト・ディズニー・スタジオは、ディズニー・アフターヌーンのアニメシリーズ『チップとデールの大作戦』をベースに、映画『アルビン/歌うシマリス3兄弟』シリーズと同様のCGアニメーションを使用した実写長編映画を企画していることが発表された。脚本執筆と監督には、ロバート・ルーガンが起用された。
2019年5月、ルーガンの後任としてアキヴァ・シェイファーが監督として起用された。ダン・グレゴールとダグ・マンドが共同で脚本執筆を担当し、バリー・シュワルツによる以前の草稿の書き直しを行う。デヴィッド・ホバーマンとトッド・リーバーマンがプロデューサーを務める。このプロジェクトは、ウォルト・ディズニー・ピクチャーズとマンデヴィル・フィルムズの共同制作となる。

### キャスティング
2020年11月、コーリー・バートンがデールの声としてテレビシリーズから続投することが報じられた。当初の報道では、チップの声もバートンが担当するとされていたが、2020年12月に、本編のデールはアンディ・サムバーグ、チップはジョン・ムレイニーが声を担当することが発表された。また、セス・ローゲンがカメオ出演することも発表された。
日本語吹き替えではこれまで専属で声を担当してきた滝沢ロコ（チップ）と稲葉実（デール）に代わって石川界人（チップ）と野島裕史（デール）が起用された。
なお、過去作で専属で担当していたトレス・マクニールとバートン、日本語吹き替えの滝沢と稲葉は、それぞれ劇中の「声色を変えたいつもの声」という設定で出演している。
また、ガジェット役の吹き替えはアニメ版同様松井が演じているが、モンタリー役はアニメ版で声を担当した峰恵研が2002年に死去したため楠見に変更された。

### 撮影
撮影監督にラリー・フォンを迎え、2021年3月16日にロサンゼルスで、主要撮影が開始された。

## 評価
レビュー・アグリゲーターのRotten Tomatoesでは127件のレビューで支持率は80%、平均点は7.00/10となった。Metacriticでは25件のレビューを基に加重平均値が66/100となった。
2022年7月12日、アメリカのテレビ芸術科学アカデミーは第74回プライムタイム・エミー賞の候補を発表し、本作品がテレビ映画部門の作品賞にノミネートされた。その後、同年9月12日、エミー賞の授賞式が同国ロサンゼルスにて行われ、本作品が同部門の作品賞を受賞した。アニメーション映画が同部門を受賞、そしてインターネット動画が作品賞を受賞するのは共に史上初めてとなった。